# Ryōko Yamagishi
Ryōko Yamagishi (jap. 山岸 凉子, Yamagishi Ryōko; * 24. September 1947 in Kamisunagawa, Hokkaidō, Japan) ist eine japanische Manga-Zeichnerin, deren Werke sich vorwiegend an ein weibliches Publikum richten und dem Shōjo- oder dem Josei-Genre zuzuordnen sind. Sie wird wie auch Riyoko Ikeda und Moto Hagio zu den 24ern gezählt.

## Biografie
Yamagishi übte in ihrer Jugend Ballett aus, was ihr späteres Schaffen beeinflusste. Als sie 1964 das Erstlingswerk der 16-jährigen Manga-Zeichnerin Machiko Satonaka las, beschloss sie, selbst Comics zu zeichnen. Obwohl ihre Eltern mit dieser Berufswahl nicht einverstanden waren, nahm sie 1966 an einem Wettbewerb des Manga-Magazins Shōjo Friend teil und landete in der Finalausscheidung, musste sich jedoch einer anderen Zeichnerin geschlagen geben. Daraufhin bewarb sie sich beim Kodansha-Verlag und schickte einige Kurzgeschichten an das Magazin COM, das bekannt für das Entdecken vieler junger Talente war.
1968, nach Abschluss ihres Kunststudiums an einem Junior College in Hokkaidō, ging sie nach Tokio, um sich dort beim Shūeisha-Verlag zu bewerben. Im Mai 1969 erschien Yamagishis Debütwerk, die Kurzgeschichte Left & Right, im Ribon, einem Magazin für junge Mädchen. In den folgenden Monaten schuf sie weitere kurze Mangas für Ribon und arbeitete teilweise im Ōizumi-Salon, in dem Keiko Takemiya und Moto Hagio gemeinsam wohnten. Auch für die Mädchen-Manga-Magazine Bessatsu Seventeen, Nakayoshi, Deluxe Margaret sowie für das erste Josei-Magazin Funny kreierte sie Kurzgeschichten.
Ihre  Manga-Serie Arabesque, in der es um eine russische Balletttänzerin geht, war ihr erster Erfolg. Nachdem die Hälfte des Mangas von 1971 bis 1973 im Ribon erschienen war, wechselte Yamagishi den Verlag und veröffentlichte den Rest ihres über 1.400 Seiten umfassenden Mangas im Hana-to-Yume-Magazin bei Hakusensha. In diesem Magazin, das sich an eine ältere Leserschaft als Ribon richtet, aber eine geringere Auflage hatte, erschienen in den folgenden Jahren die meisten Werke Yamagishis, darunter Metamorphosis Den und Yousei-ou. Letzteres ist ihr bislang einziger Comic, der als Anime verfilmt wurde.
Von 1980 bis 1984 arbeitete die Autorin an Hi izuru Tokoro no Tenshi. Die über 2.000-seitige Manga-Serie behandelt Themen wie Buddhismus, Erlösung und Liebe mit der Figur des Kaisersohns Shōtoku Taishi (574–622), der bisexuell ist und über übernatürliche Fähigkeiten verfügt. Hi izuru Tokori no Tenshi, das im LaLa veröffentlicht wurde, gewann 1983 den Kodansha-Manga-Preis in der Kategorie Shōjo und gilt als eines ihrer bekanntesten Werke.
1981 veröffentlichte sie zwei Kurzgeschichten im Magazin Manga Shōnen bzw. Duo, das sich an beide Geschlechter richtete, zeichnete aber auch weiterhin für Magazine, deren Leser vorwiegend Mädchen im Mittel- oder Oberschulalter waren, wie etwa Bouquet und Petit Comic. Auch für Big Comic for Lady, dessen Zielgruppe Frauen in den Zwanzigern waren, war sie tätig. Von 1985 bis 1989 erschienen viele Kurzgeschichten und kurze Manga-Serien Yamagishis wie etwa Kamikakushi oder Yamato Takeru im Asuka, einem Magazin, das sich an jugendliche Mädchen richtet und in dem hauptsächlich Fantasy-Mangas erscheinen. In den 1990er-Jahren wandte sie sich erneut dem Josei-Genre zu und zeichnete Mangas für das You-Magazin, aber auch für Nemuki, Bessatsu Princess, Comic Tom, Amie, Melody und LaLa. Zu ihren längeren Werken aus dieser Zeit zählen Fūin, der im Japan des 17. Jahrhunderts angesiedelte Horror-Manga Oni und Tutanchamun. Griechische Mythologie hat sie seit den 1980er-Jahren in zahlreichen Mangas aufgegriffen, so tragen einige ihrer Werke Titel wie Medusa, Terpsichore und Harpyie.
Von 2000 bis 2006 erscheint ihr Ballett-Manga Maihime Terpsichore im Literaturmagazin Da Vinci. Maihime Terpsichore umfasst über 2.000 Seiten. Der Manga wurde 2006 für den Kodansha-Manga-Preis nominiert und 2004 und 2005 für den Osamu-Tezuka-Kulturpreis. Letzteren gewann er 2007.

## Bedeutung
Wie auch die anderen 24er hatte Yamagishi großen Einfluss auf den Shōjo-Manga. Noch bevor Riyoko Ikeda mit Oniisama E 1975 einen der bekanntesten Yuri-Mangas schaffen sollte, veröffentlichte Yamagishi 1971 mit Shiroi Heya no Futari einen der ersten japanischen Comics über lesbische Liebe. In Europa und den USA nahm man Yamagishi nicht wahr, weshalb keines ihrer Werke, von denen es in Japan mehrere Neuauflagen gibt, ins Deutsche und Englische übersetzt wurde.
Unter anderem wurde Akimi Yoshida, bekannt für Banana Fish, von ihr inspiriert. Kaoru Shintani arbeitete als Assistent bei ihr.

## Werke (Auswahl)
- Left & Right (レフト&ライト, Refuto & Raito), 1969
- Arabesque (アラベスク, Arabesuku), 1971–1973
- Shiroi Heya no Futari (白い部屋のふたり), 1971
- Arabesque 2 (アラベスク第2部, Arabesuku Dai-2-bu), 1974–1975
- Metamorphosis Den (メタモルフォシス伝, Metamorufoshisu-den), 1976
- Yōsei-ō (妖精王), 1977–1978
- Hi Izuru Tokoro no Tenshi (日出処の天子), 1980–1984
- Medusa (メデュウサ, Medyūsa), 1982
- Kamikakushi (神かくし), 1985–1986
- Ruri no Tsume (瑠璃の爪), 1986
- Yamato Takeru (ヤマトタケル), 1991
- Fūin (封印), 1994–1995
- Oni (鬼), 1995–1996
- Tutanchamun (ツタンカーメン, Tsutankāmun), 1996–1997
- Aoao no Jidai (青青の時代), 1998–2000
- Maihime Terpsichore (舞姫テレプシコーラ, Maihime Terupishikōra), 2000–2006